# 火取り魔

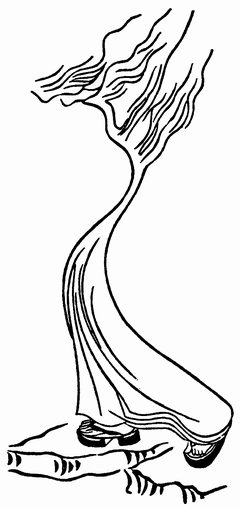
参考：山東京伝『妬湯仇討話』より、二本足の幽霊

火取り魔、火取魔（ひとりま）は、石川県江沼郡山中町（現・加賀市）に伝わる怪現象。

## 概要
こおろぎ橋の近くに姥の懐と呼ばれる場所があり、夜にここを人が提灯を灯して通ると、提灯の火がまるで吸い取られるように細くなり、そこを通り過ぎるとまた元通り明るくなるという。土地の住民からは、この現象は火取り魔という妖怪の仕業と呼ばれており、加賀山中温泉ではキツネが悪さをしているともいう。河童が正体ともいわれる。
新潟県三条市の翁坂という坂にも同様の火取り魔の伝承がある。砂撒きイタチというイタチが、人に砂をかけたり人の蝋燭の火を奪うといい、これが正体だという。
妖怪漫画家・水木しげるの説によれば、かつては夜道を照らす照明といえば提灯くらいしかなかったため、その提灯の火が細くなることは人の恐怖心を煽り、そのためにこのような妖怪伝承が生まれたとされる。
水木しげるの妖怪画では、火取り魔は上半身が炎で下半身が着流し姿の人間といった姿に描かれている。この妖怪画は、元は江戸時代後期の大衆作家・山東京伝による草双紙『妬湯仇討話』にある二本足の幽霊である。

## 類話
江戸時代の奇談集『三州奇談』の記述によれば、同じく石川の能美郡今江村（現・小松市）で、夜半に湖畔の切り通しを通ると、人の呼び声が聞こえるとともに、松のきつい香りがして提灯の火が奪われるといい、植物の怪異として茯苓の精（ぶくりょうのせい）と呼ばれる。
高知県でも同様に提灯の火が細くなる現象が伝えられており、こちらでは「魔が憑く」と呼ばれている。細くなった火を一度吹き消してから火をつけ直すと、この怪異を逃れられるという。
愛知県北設楽郡三輪村大字川合（現・新城市）では「火を貸せ（ひをかせ）」という同様の怪異が伝わる。ある男が夜、大字長岡と川合の間の亀淵という地の付近を通ると、小さな少女が現れ「火を貸せ」と言った。久右衛門は付近に河童が出るという噂を思い出し、大煙管で少女の頭を打ちつけると、少女の姿は消え、男のほうが気絶してしまった。夜が明けて目覚めた男が村へ帰ると、その少女は淵の主、または淵の神の子と噂されたという。
沖縄県の妖怪として知られるキジムナーも、夜道を行く人から提灯を奪って逃げるという、火取り魔と似た伝承があり、これを避けるためには前もって提灯を跨いでおくと良いという。